# Airdroid
AirDroid é um software para dispositivos móveis computadores que permite aceder remotamente os seus telemóveis através de um navegador web dentro da mesma rede WiFi.
Os utilizadores acedem ao serviço inserindo o endereço IP e o número da porta do dispositivo móvel no navegador, permitindo que o navegador transfira ficheiros de e para o telefone, faça cópias de segurança e instale aplicações, visualize informações do telefone, gira contatos, envie mensagens de texto, etc.